# Tom Petri
Thomas Evert Petri (ur. 28 maja 1940) – amerykański polityk, członek Partii Republikańskiej. W latach 1979–2015 był przedstawicielem szóstego okręgu wyborczego w stanie Wisconsin do Izby Reprezentantów Stanów Zjednoczonych.